# Ökenmyggsnappare
Ökenmyggsnappare (Polioptila melanura) är en fågel i den amerikanska familjen myggsnappare inom ordningen tättingar.

## Kännetecken

### Utseende
Myggsnappare är små, gråaktiga fåglar som mycket aktivt rör sig genom växtligheten medan de konstant vippar, reser och brer ut sin långa stjärt för att skrämma upp insekter. Ökenmyggsnapparen är mycket liten (10–11 cm) med mycket liten och mörk näbb, vit ögonring och vita kanter på tertialerna. Stjärten är svart med inslag av vitt på kanterna. I häckningsdräkt har hanen svart hjässa.
Jämfört med vida spridda svartbrynad myggsnappare har den mindre inslag av vitt i stjärten och är mer dämpat gråbrun i färgsättningen snarare än blågrå. Mycket lika californiamyggsnapparen är ännu mörkare, med nästan inget vitt på stjärten och mörkare tertialkanter. Honan är skärbrun på undre stjärttäckarna och hos hanen sträcker sig den svarta hjässan längre ner, nedanför ögat.

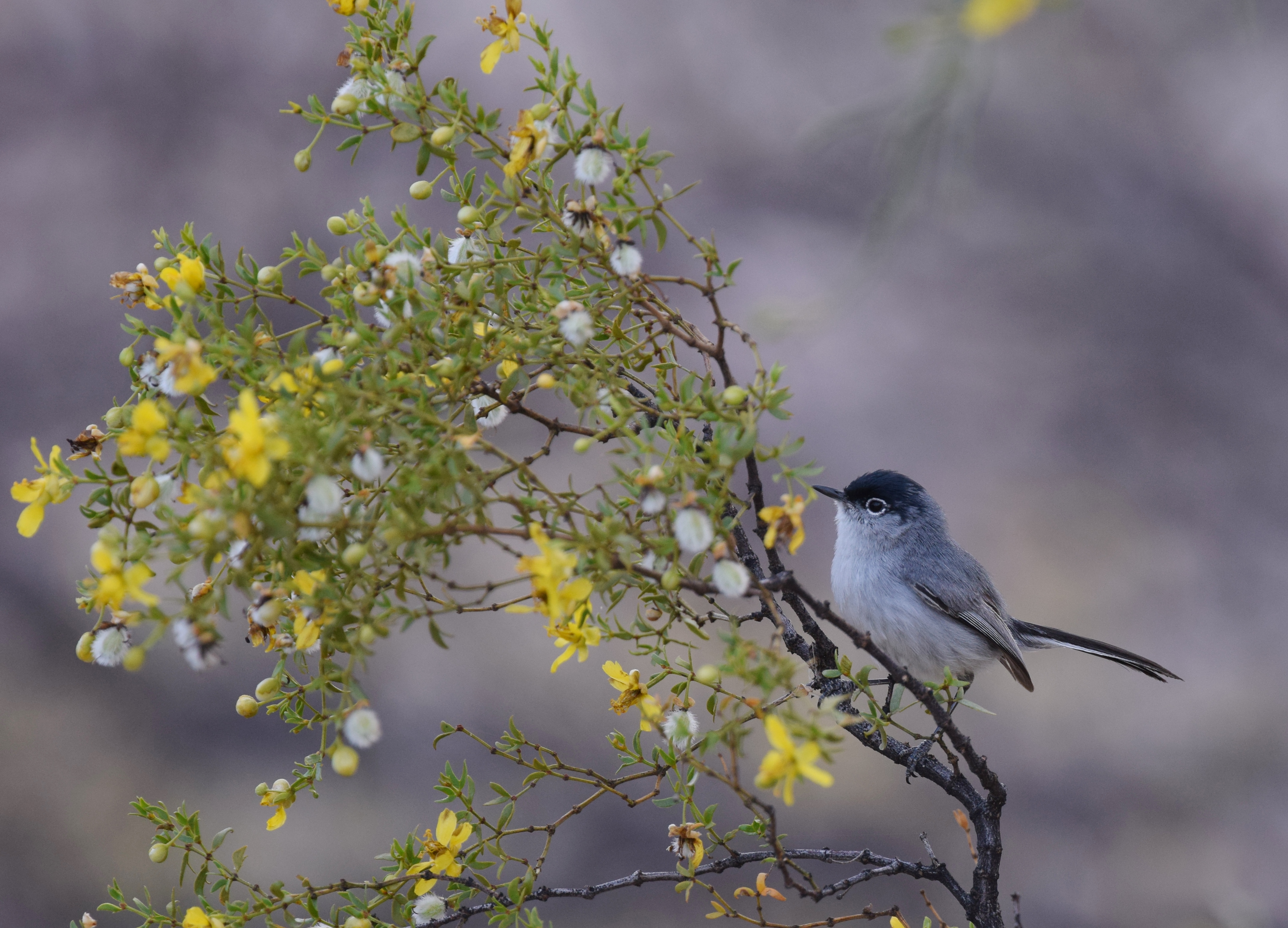

### Läte
Sången hörs sällan, en snabb ramsa med höga tjippande ljud och mer melodiska toner. Lätena är hårdare än de hos svartbrynad myggsnappare, med torra väsande "psssh" likt husgärdsmyg och mycket hårda "tssh-tssh...".

## Utbredning och systematik
Ökenmyggsnappare delas in i tre underarter med följande utbredning:
- Polioptila melanura lucida – torra sydvästra USA, nordöstra Baja California och nordvästra Mexiko (Durango)
- Polioptila melanura melanura – västra Nevada till Texas och östra Mexiko (Tamaulipas, San Luis Potosí)
- Polioptila melanura curtata – ön Tiburón (Californiaviken)

Tidigare inkluderades californiamyggsnapparen (P. californica) i arten.

## Levnadssätt
Ökenmyggsnapparen hittas i torr busköken. Där ses den nästan alltid i par i ständig rörelse, på jakt efter insekter lågt i buskagen. Fågeln lägger ägg från mitten av mars till mitten av augusti i Chihuahuaöknen, i Sonoraöknen mellan mars och juli.

## Status och hot
Arten har ett stort utbredningsområde och en stor population, men tros minska i antal, dock inte tillräckligt kraftigt för att den ska betraktas som hotad. IUCN kategoriserar därför arten som livskraftig (LC).

## Namn
På svenska har den även kallats svartstjärtad myggsnappare.